# 蒂耶夫尔 (加来海峡省)
蒂耶夫尔（法語：Thièvres，法語發音：[tjɛvʁ]）是法国上法蘭西大區加来海峡省的一个市镇，与索姆省同名市镇相邻，属于阿拉斯区。

## 地理
蒂耶夫尔（50°7'42"N, 2°27'13"E）面积1.26 平方千米，位于法国上法蘭西大區加来海峡省，该省份为法国北部沿海省份，西北濒北海，南至索姆省，东临北部省。
与蒂耶夫尔接壤的市镇（或旧市镇、城区）包括：法姆雄、奥维尔、萨尔通、蒂耶夫尔。
蒂耶夫尔的时区为UTC+01:00、UTC+02:00（夏令时）。

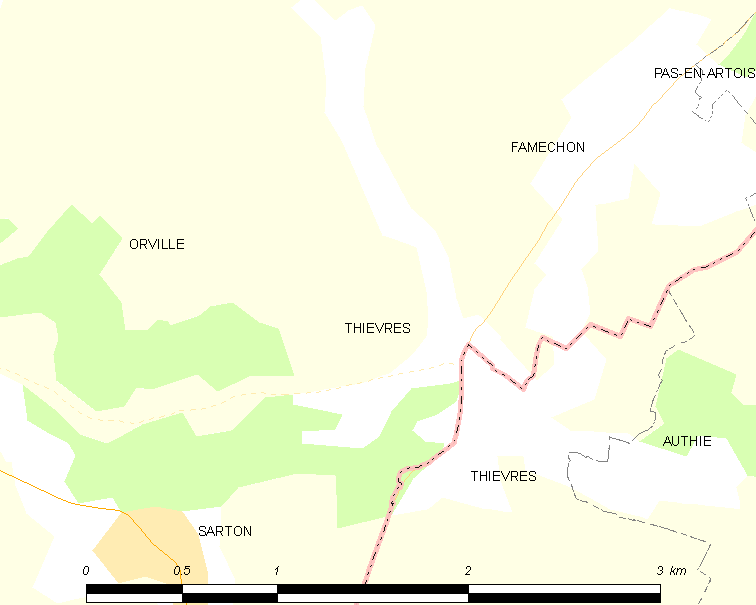
蒂耶夫尔的OSM定位图

## 行政
蒂耶夫尔的邮政编码为62760，INSEE市镇编码为62814。

## 政治
蒂耶夫尔所属的省级选区为阿韦讷勒孔特县。

## 人口

1962-2008年间蒂耶夫尔人口变化图示

蒂耶夫尔于2022年1月1日时的人口数量为92人。